# Perzekútor

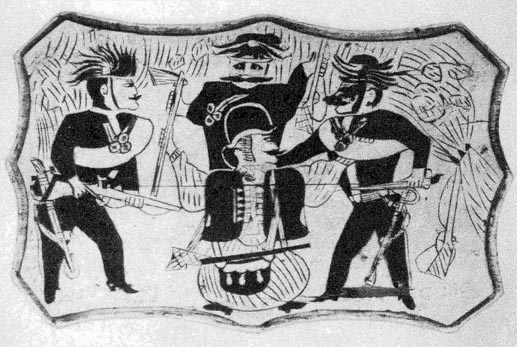
Perzekútorok rablót fognak

A perzekútor (egyes helyeken perzekutor; a latin = „üldöző” szóból származik) fegyőr, börtönőr, fogolykísérő, smasszer, megyei csendbiztos. Elsősorban a betyárok ellen vetették be őket.
Gyünnek a perzekútorok:

– Jaj, pogányok, mi csináltok?

Jaj, pogányok, mi csináltok:

Mitül vérös a gatyátok?
(Népballada)

## Irodalmi művekben
- Szigligeti Ede: Liliomfi című komédiájának szereposztásában két perzekútor szerepel.
- Móricz Zsigmond: Rózsa Sándor a lovát ugratja című regényében is szerepelnek a betyárok ellen harcoló csendbiztosok, ráadásul az egyik fejezet címe: Perzekútorok.[2]

„Csakugyan két perzekutor jött Tövis Borcsával, két nyalka pandúr. Pirossal volt kihányva a
ruhájuk, és akkora fejér pléhgombok voltak felvarrva sűrűen a dolmányukra, hogy a szeme is
szikrázott a falusi gyerekeknek.
”

– Részlet a regényből

- Szenti Tibor: Betyártörténetek kötetének egyik novellája: Az elvert perzekútorok.